# Икк Тарентский
Икк (др.-греч. Ἴκκος) — древнегреческий атлет, олимпионик.

## Биографические сведения
Сын Николаида, происходил из Тарента.
Одержал победу в пентатлоне на 84-х Олимпийских играх в 444 до н. э. Его статуя была поставлена в Олимпии. Затем прославился как лучший инструктор по атлетике своего времени. В этом качестве его упоминает Лукиан.
Разработал систему подготовки к соревнованиям, включавшую строгое половое воздержание и специальную диету, благодаря чему считается отцом спортивной диетологии. По словам Платона, «ради Олимпийских игр и других состязаний ни разу не касался ни женщин, ни мальчиков» (в период подготовки к состязаниям), для чего, по мнению афинского философа, требовалось не только честолюбие и преданность профессии, но и особое «душевное мужество».
Клавдий Элиан сообщает, что Икк «первым целиком посвятил себя атлетической борьбе», то есть стал античным прообразом спортсмена-профессионала.
Платон, в молодости сам занимавшийся борьбой, и вроде бы даже участвовавший в Истмийских играх, вероятно, был знаком с сочинениями Икка Тарентского по атлетике, поскольку в «Протагоре» называет его софистом, преподававшим мудрость под видом обучения гимнастике.
В древности существовало мнение, что методика Икка была основана на учении пифагорейцев, и Ямвлих в «Жизни Пифагора» даже называет его в числе учеников последнего, что невозможно хронологически.

## В беллетристике
Икк Тарентский является прототипом одного из главных персонажей романа Яна Парандовского «Олимпийский диск» Иккоса — земляка и антагониста главного героя, Сотиона. Действие перенесено в 476 до н. э., где Иккос, представленный, как циничный и расчетливый родоначальник школы атлетов-профессионалов, одерживает победу на 76-х играх, благодаря своей тщательной системе подготовки.